# Finsta

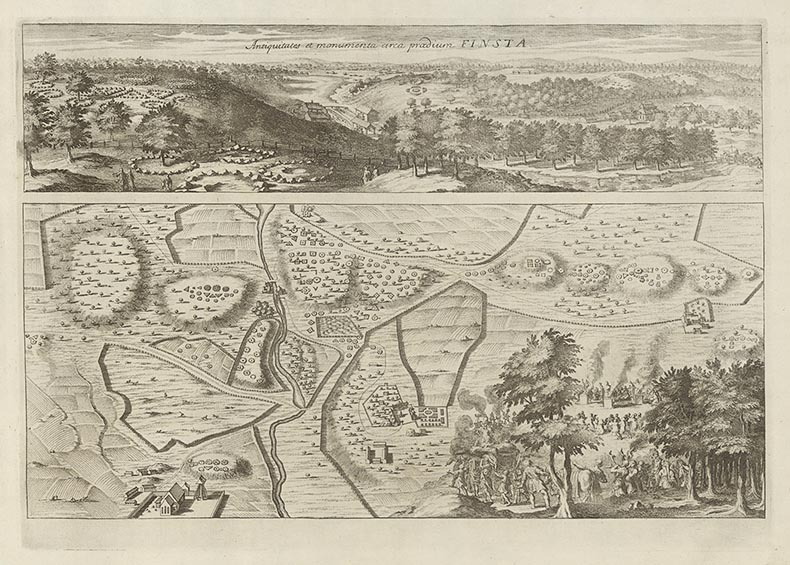
"Forntida minnesmärken i Finstatrakten", avbildade i Suecia-verket 1708.

Finsta är en tätort i Norrtälje kommun belägen vid riksväg 77 och strax norr om Skederids kyrka. 

## Historik
Den nutida orten Finsta har sitt ursprung i Finsta gård, där den heliga Birgitta enligt en tradition ska vara född.

### Administrativa tillhörigheter
Finsta ligger i Skederids socken i Sjuhundra härad, som bildade Skederids landskommun vid kommunreformen 1862. Vid kommunreformen 1952 gick Skederid upp i Sjuhundra landskommun som 1967 uppgick i Rimbo landskommun. Vid kommunreformen 1971 bildades Norrtälje kommun som Finsta  har tillhört sen dess.

### Befolkningsutveckling
| Befolkningsutvecklingen i Finsta 1960–2020                                       | Befolkningsutvecklingen i Finsta 1960–2020 | Befolkningsutvecklingen i Finsta 1960–2020 | Befolkningsutvecklingen i Finsta 1960–2020 | Befolkningsutvecklingen i Finsta 1960–2020 |
| -------------------------------------------------------------------------------- | ------------------------------------------ | ------------------------------------------ | ------------------------------------------ | ------------------------------------------ |
|                                                                                  |                                            |                                            |                                            |                                            |
| År                                                                               |                                            |                                            | Folkmängd                                  | Areal (ha)                                 |
| 1960                                                                             | 1960                                       |                                            | 166                                        | ¤                                          |
| 1990                                                                             | 1990                                       |                                            | 127                                        | 21#                                        |
| 1995                                                                             | 1995                                       |                                            | 130                                        | 27#                                        |
| 2000                                                                             | 2000                                       |                                            | 134                                        | 27#                                        |
| 2005                                                                             | 2005                                       |                                            | 191                                        | 28#                                        |
| 2010                                                                             | 2010                                       |                                            | 244                                        | 36                                         |
| 2015                                                                             | 2015                                       |                                            | 239                                        | 44                                         |
| 2020                                                                             | 2020                                       |                                            | 248                                        | 44                                         |
| Anm.: Ny tätort 2010. ¤ Som tätortsbebyggelse med 150-199 invånare # Som småort. |                                            |                                            |                                            |                                            |

## Skola och fritid
Finsta har ett fotbollslag som heter Finsta FC.
På orten finns också en skola, Skederids skola, från förskoleklass till sjätte klass.